# Artéria do canal pterigóideo
A artéria do canal pterigóideo é um ramo pequeno e inconstante que passa dentro do canal pterigóideo e se anastomosa com um ramo da artéria maxilar interna.